# 헤르젝 노비의 레오폴도
헤르젝 노비의 성 레오폴도(1866년 5월 12일 - 1942년 7월 30일)는 로마 가톨릭교회의 카푸친 작은형제회 수사사제이자 성인이다. 오늘날 헤르젝 노비에 해당하는 오스트리아-헝가리 제국령 보체 디 카타로의 카스텔누오보디카타로에서 태어나 이탈리아의 파도바에서 선종하였다. 1.35m라는 매우 작은 키에 건강이 좋지 않았으며 말더듬이었지만, 강한 신앙심과 영적 능력으로 충만하였다. 축일은 5월 12일이다.
생전에 그는 동유럽에서 선교하고자 했던 열망을 가졌지만, 1960년부터 선종할 때까지 파도바에서 생애를 보냈다. 제1차 세계대전 기간에 레오폴도는 크로아티아 국적을 포기하지 않았다는 이유로 1년간 이탈리아 감옥에 갇혀있기도 하였다. 또한 그는 로마 가톨릭교회와 동방 정교회의 재일치와 동양에 가는 것에 대한 열망을 갖고 있었다. 그가 쓴 기도는 오늘날 교회일치운동 기도의 전신(前身)이기도 하다. 오늘날 레오폴도는 그의 삶의 지향과 모범으로 인해 ‘일치의 사도’, ‘고해성사의 사도’로 공경을 받고 있다.

## 유년기와 사제
복단 만딕(Bogdan Mandić)은 아드리아 해 선단 소유주인 드라기카 자레빅과 페타르 안툰 만딕 사이에서 열두 번째 아들로 태어났다. 그의 집안은 보스니아 브르흐보스나의 귀족 가문의 후손이었다.
어렸을 때부터 복단 만딕은 신체장애를 앓아 큰 고통을 받았다. 그의 부모는 나중에 대부분의 재산을 잃고 비슷한 상황에서 고통 받는 이들에게 더욱 심적으로 공감하게 되었다. 1882년 11월 16세가 된 복단 만딕은 이탈리아 베네치아에 있는 카푸친 작은형제회 수도원으로 들어갔다. 2년 후에 그는 수도복을 받고 레오폴도라는 수도명을 받았다. 그리고 1885년 5월 4일에 첫 서약을 했고, 4년 후인 1888년 10월 28일에 종신서약을 하였다.
1890년 9월 20일 레오폴도는 베네치아에서 사제 서품을 받았다. 당시 그의 나이 24세였다.
레오폴도는 자신의 고향에 파견되어 설교 활동을 하기를 원했는데, 그 이유는 그곳에 로마 가톨릭교회와 달리하는 동방 정교회가 있어서 이 교회와 일치를 목표로 살고자 결심을 하였기 때문이었다. 하지만 그는 언어 장애가 있었고 더듬거리기까지 했기 때문에 설교에 적합한 사람이 아니었다. 더욱이 작은 키에 건강도 안 좋았고 위장병과 신경통에도 자주 시달렸다. 그러한 이유로 카푸친회 장상들은 레오폴도를 설교와 선교에 적합한 인물로 여기지 않았으며, 대신에 그를 고해성사 전담 사제로 임명했다. 비록 자신이 하고자 하는 일과는 달랐지만, 레오폴도는 그 임명을 기꺼이 받아들였다.
이후 그는 매일 하루에 12시간 내지 15시간 고해성사를 주며 지냈다. 그는 고해성사를 요청하는 많은 참회자들을 항상 반갑게 맞이하면서 고요하고 자비로운 성품으로 대했다고 전해진다. 레오폴도는 참회자들에게 조그만 보속을 주고는 남는 보속을 늦은 밤에 자신이 직접 했다. 그는 참회자들에게 “안심하세요. 제 어깨에 모든 것을 지우십시오. 제가 떠맡을 것입니다.”라고 말하곤 했다고 한다. 한 증인은 다음과 같이 증언했다. “나는 수년 동안 성사들을 받지 않았던 파도바의 한 신사한테 이런 경험담을 들었습니다. 그는 매우 당황되고 헷갈려서인지 고해소에 들어가자마자 무릎을 꿇기는커녕 그만 사제석에 앉아 버렸는데, 레오폴도 신부는 아무 말도 하지 않고 고해자의 자리에서 무릎을 꿇은 자세로 그의 고백을 들어 주셨답니다.”

## 죽음과 시성
1942년 7월 30일 레오폴도는 미사를 봉헌하기 위해 제의를 입다가 바닥에 쓰러져 혼절하였다. 자신의 독방으로 실려가 병자 성유를 받은 뒤, 그곳에 모인 온 수사들과 함께 살베 레지나를 낭송하는 도중에 “너그러우시고, 자애로우시며, 오! 아름다우신 동정 마리아님.” 부분에서 선종했다. 향년 76세였다. 사망 원인은 식도암 때문이었다.
한편, 레오폴도의 유해의 나머지는 모두 부패한 데 반해 고해성사 때 사죄경을 주었던 그의 오른손만큼은 오늘날까지 썩지 않고 그대로 보존되어 있다.
1944년 제2차 세계 대전 기간에 레오폴도가 거주하였던 카푸친회 수도원이 미국 공군의 공습을 받아 완전히 무너졌지만, 레오폴도의 고해소와 그가 아꼈던 성모상만은 무사히 보존되었다. 레오폴도는 죽기 전에 다음과 같은 예언을 한 적이 있다고 한다. “불행하게도 이 형제회 건물마저 호되게 폭탄을 맞을 것이지만, 이 작은 독방은 맞지 않을 것입니다. 여기는 맞지 않을 것입니다. 바로 여기에서 주인이신 하느님께서 영혼들에게 그토록 큰 자비를 베푸셨기 때문에 이곳은 당신의 선하심에 대한 기념물로 남아야 합니다.” 1976년 5월 2일 교황 바오로 6세에 시복되었으며, 1983년 10월 16일 교황 요한 바오로 2세에 의해 시성되었다.